# Isle of Mans herrlandslag i fotboll
Isle of Mans herrlandslag i fotboll representerar Isle of Man i fotboll för herrar. Laget kontrolleras av Isle of Man Football Association, som inte är med i Fifa eller Uefa, och därmed får man inte kvalspela till de stora turneringarna. Laget är ansutet till engelska fotbollsförbundet, med status som engelskt grevskap.
Däremot deltar man i Internationella öspelen. Dessutom spelar man diverse träningsmatcher mot olika lag.

### Fotnoter
1. ↑  ”Hurt picks Isle of Man FA squad for Leeds friendly” (på engelska). Isle of Man Today. 26 april 2015. Arkiverad från originalet den 16 mars 2016. https://web.archive.org/web/20160316182412/http://www.iomtoday.co.im/sport/football-news/hurt-picks-isle-of-man-fa-squad-for-leeds-friendly-1-7225251. Läst 27 januari 2017.